# Carlos Álvarez Sánchez
Carlos Álvarez (Oviedo, 23 de abril de 1986) es un futbolista español que juega como delantero y actualmente se encuentra sin equipo. 

## Trayectoria
Nacido en Oviedo, empezó a jugar en el fútbol base del club ovetense, Peña Marigil. Posteriormente pasó por el Club Deportivo Covadonga y llegó en su último año juvenil al Real Avilés, con el que llegó a debutar en el primer equipo realavilesino. En 2005 fue cedido al C. D. Covadonga de donde fue captado para las categorías inferiores del Real Sporting de Gijón, tras no haber incluido una cláusula en su contrato por parte de los gestores que llevaban el Real Avilés en aquel momento. Llegó a disputar cuatro temporadas en el Real Sporting de Gijón "B" (2006-2010), ascendiendo a Segunda División B en 2006, y llegó a debutar en la Segunda División de España con el primer equipio en el 1 de diciembre de 2007 en la derrota por 1:0 frente al Granada 74 Club de Fútbol. Al no contar con oportunidades en el primer equipo, fichó por el Club Deportivo Puertollano, también de la Segunda B.
En el equipo castellano no gozó de la titularidad y solo consiguió marcar cinco goles. No llegó a terminar la temporada, y a falta de cuatro partidos se desvinculó del Puertollano para disputar con el Caudal Deportivo, en la misma categoría, la recta final de la competición, aunque no logró la permanencia para el club asturiano.
Tras el descenso, jugó también en Segunda B en la Real Sociedad Gimnástica de Torrelavega. Explotó en su segunda campaña, siendo pichichi del grupo II con 13 goles al ecuador de temporada, lo que le llevó a fichar en el mercado de invierno por el Cádiz Club de Fútbol. Al finalizar la competición, con solo tres tantos en su haber, hizo las maletas hacia Leganés.
En el verano de 2013 se incorporó al Club Deportivo Leganés de Asier Garitano, quien tuvo el cometido de rehacer la plantilla para aspirar a entrar en play off. Gozando de la confianza del técnico marcó nueve goles como delantero titular, clasificándose al equipo pepinero para el promoción de ascenso a Segunda División por segunda temporada consecutiva. En la primera ronda, un solitario tanto del guaje clasificó al equipo ante el Club Deportivo Guijuelo. En la final frente al Centre d'Esports L'Hospitalet, otro gol suyo encarriló la eliminatoria, pero su gol más recordado sería el del partido de vuelta en tierras catalanas, de bella factura al ser de chilena, que sirvió para que el C. D. Leganés regresara a Segunda División diez temporadas después. En su primera temporada en Segunda División, sin marcar un gol, fue perdiendo protagonismo y en el mercado de invierno fichó por el Real Murcia Club de Fútbol, regresando a la Segunda B. En sus dos temporadas en el equipo pimentonero disputó dos fases de ascenso a Segunda División, cayendo derrotado en primera ronda en ambas ocasiones.
Con quince goles en sus dos temporadas en Murcia fichó por el Club de Fútbol Fuenlabrada, también en Segunda B, donde sólo marcó un gol. En el mercado invernal se incorporó al Real Racing Club de Santander, que fue eliminado en la fase de ascenso a Segunda División.
Sus dos últimas temporadas en Segunda B fueron en el Burgos Club de Fútbol y el Fútbol Club Jumilla. En el verano de 2019 se incorporó al Racing Murcia Fútbol Club de la Tercera División.

## Clubes
| Club                                    | País   | Año       |
| --------------------------------------- | ------ | --------- |
| Club Deportivo Covadonga                | España | 2005-2006 |
| Real Sporting de Gijón "B"              | España | 2006-2010 |
| Real Sporting de Gijón                  | España | 2010      |
| Club Deportivo Puertollano              | España | 2010-2011 |
| Caudal Deportivo                        | España | 2011      |
| Real Sociedad Gimnástica de Torrelavega | España | 2011-2013 |
| Cádiz Club de Fútbol                    | España | 2013      |
| Club Deportivo Leganés                  | España | 2013-2015 |
| Real Murcia Club de Fútbol              | España | 2015-2106 |
| Club de Fútbol Fuenlabrada              | España | 2016      |
| Real Racing Club de Santander           | España | 2017      |
| Burgos Club de Fútbol                   | España | 2017-2018 |
| Fútbol Club Jumilla                     | España | 2018-2019 |
| Racing Murcia Fútbol Club               | España | 2019-2021 |
| C. D. Bullense                          | España | 2021-2022 |
| El Palmar C. F.-E. G.                   | España | 2022      |
| Montecasillas I. F. S.                  | España | 2022-2023 |